# Gala (cantant)
Gala, nom artístic de Gala Rizzatto (Milà, Itàlia, 6 de setembre de 1975) és una cantant i compositora italiana. És coneguda sobretot per les cançons Freed from Desire, Let a Boy Cry i Come into My Life que es van convertir en èxits internacionals en diferents estats europeus.

## Biografia
Filla de l'arquitecte Paolo Rizzatto i Sissy Della Sega, Gala va passar la seva infantesa a Milà amb els seus pares, que van triar el seu nom en homenatge a Gala Dalí, la dona del pintor Salvador Dalí.
Va deixar Itàlia als 17 anys per incorporar-se a una escola d'art a Boston, als Estats Units d'Amèrica. El 1993, es va traslladar a Nova York i es va graduar a la Tisch School of the Arts mentre fotografiava regularment l'ambient darrere l'escenari de la vida nocturna de la ciutat.

## Trajectòria
Entre el 1995 i el 1998, Gala va actuar al programa de la BBC Top of the Pops al Regne Unit, Taratata, a Les Années Tubes, a Hit Machine del canal M6 i a l' MTV Alemanya.
El seu àlbum Come into My Life publicat el 17 de novembre de 1997 i amb quatre senzills en el Top 20 europeu, va vendre més de 6 milions de còpies a tot el món l'any 1998. El senzill Freed from Desire va tenir un èxit immediat, entrant l'any 1996 entre els 10 primers a diversos països europeus: número 1 a Bèlgica, Espanya i França; número 2 al Regne Unit; número 3 a Itàlia i número 6 als Països Baixos.
L'any 1997 els senzills Let a Boy Cry va aconseguir arribar al número 1 a Bèlgica, Espanya, Françai Itàlia; i el senzill Come into My Life, també va entrar al top 10 a Espanya, Itàlia i Bèlgica.

## Discografia

### Àlbums
- 1997 - Come into My Life
- 2007 - Coming Into A Decade
- 2009 - Tough Love EP
- 2009 - Tough Love
- 2010 - Tough Love Deluxe
- 2015 - Singles V1

### Singles
- 1996 - Everyone Has Inside
- 1996 - Freed from Desire
- 1997 - Let a Boy Cry
- 1997 - Come into My Life
- 1997 - Suddenly
- 2005 - Faraway
- 2009 - Tough Love
- 2012 - Lose Yourself in Me
- 2013 - Taste of Me
- 2014 - The Beautiful
- 2015 - Rock Your World
- 2015 - Love Impossible
- 2015 - Start It Over
- 2018 - Happiest Day Of My Life
- 2018 - Nameless Love
- 2019 - Parallel Lines

## Certificacions
El 1996, Gala va ser votada com a millor cantant femenina de l'any a Itàlia per la revista Musica e Dischi. I el juliol de 1997, va ser guardonada amb l'Italian Dance Award com a millor artista de pop dance de l'any.
El senzill Freed from Desire va obtenir dues certificacions de platí de la Federació de la Indústria Musical Italiana, de l'Associació Belga d'Entreteniment, i dues de la Indústria Fonogràfica Britànica, un d'or de la Bundesverband Musikindustrie i del Syndicat National de l'Édition Phonographique. el 1996.
Mentre que Let a Boy Cry va obtenir una certificació de platí de l'Associació Belga d'Entretenimenti de l'SNEP. I Come into My Life va obtenir-ne una de platí de l'Associació Belga d'Entreteniment i una d'or de l'SNEP.

## Altres feines
També ha treballat com a compositora per a músics clàssics com el tenor Salvatore Licitra i l'argentí Marcelo Álvarez a l'àlbum Duetto I continua fent fotografies com es pot veure en el seu lloc web oficial.